# パウロ・コスチーニャ
パウロ・コスチーニャ（Paulo Costinha）ことパウロ・レベーロ・コスチーニャ・カストロ・メロ（ポルトガル語: Paulo Rebelo Costinha Castro Melo、1973年9月22日 - ）は、ポルトガルの元サッカー選手。ポジションはGK。

## クラブ歴
ブラガに生まれ、地元のSCブラガの下部組織からボアヴィスタFCの下部組織に移り、トップチームに昇格した。
1993年にスポルティング・クルーベ・デ・ポルトゥガルに移籍。1997年にFCポルトに移籍するが、どちらでも主に控えの立ち位置であった。
1999年にセグンダ・ディビシオンのCDテネリフェに移籍し、海外でのプレーをしたが、1シーズンで退団。
2000年にUDレイリアに加入し、6年間在籍した。
2006年にCFベレネンセスに移籍したものの、2007年初めにジュリオ・セザールにポジションを奪われた。その後は起用回数も減り、2009年夏に放出、36歳を目前にして引退となった。

## 代表歴
U-20代表として1993 FIFAワールドユース選手権に参加したがグループステージで全敗した。
U-21代表としてUEFA U-21欧州選手権1994に参加し準優勝。
U-23代表としてはアトランタオリンピックにも参加し、3試合に出場、4位獲得に貢献している。